# Mauro Da Dalto
Mauro Da Dalto   (Conegliano, 8 d'abril de 1981) és un ciclista italià, professional des del 2004 fins al 2013.
La seua màxima fita ha estat haver guanyat una etapa, la quarta, al Giro delle Valli Cuneesi nelle Alpi del Mare del 2004.

## Palmarès
Palmarès de Mauro Da Dalto.
- 2004
  - Vencedor d'una etapa del Giro delle Valli Cuneesi nelle Alpi del Mare

### Resultats al Tour de França
- 2010. 123è de la classificació general

### Resultats a la Volta a Espanya
- 2007. 101è de la classificació general
- 2011. 147è de la classificació general
- 2012. 130è de la classificació general

### Resultats al Giro d'Itàlia
- 2009. 120è de la classificació general